# جيمس الكسندر روبرتسون
جيمس الكسندر روبرتسون (بالإنجليزية: James Alexander Robertson)‏ هو أمين الأرشيف ومؤرخ أمريكي، ولد في 19 أغسطس 1873 في كوري في الولايات المتحدة، وتوفي في 20 مارس 1939 في أنابولس في الولايات المتحدة.